# Белгија на Зимским олимпијским играма 2010.
Белгију је на Зимским олимпијским играма 2010. у Ванкуверу представљало осам такмичара у четири дисциплине. Заставу Белгије на свечаном отварању носио је такмичар у уметничком клизању Кевин ван дер Перен.

## Учесници по спортовима
| Спорт                           | Мушкарци | Жене | Укупно |
| ------------------------------- | -------- | ---- | ------ |
| Алпско скијање                  | 2        | 1    | 3      |
| Боб                             | 0        | 2    | 2      |
| Уметничко клизање               | 1        | 1    | 2      |
| Брзо клизање на кратким стазама | 1        | 0    | 1      |
| Укупно(3)                       | 4        | 4    | 8      |

## Алпско скијање

### Жене
| Такмичарка   | Дисциплина | Резултати  | Резултати  | Резултати | Резултати |              |
| Такмичарка   | Дисциплина | 1. трка    | 2. трка    | Укупно    | Заостатак | Пласман/учес |
| ------------ | ---------- | ---------- | ---------- | --------- | --------- | ------------ |
| Карен Персин | Слалом     | 54,09 (33) | 53,87 (23) | 1:47,96   | 5,07      | 27 / 55 (70) |

### Мушкарци
| Такмичар             | Дисциплина | Резултати    | Резултати    | Резултати    | Резултати    |                       |
| Такмичар             | Дисциплина | 1. трка      | 2. трка      | Укупно       | Заостатак    | Пласман/учес. (укуп.) |
| -------------------- | ---------- | ------------ | ------------ | ------------ | ------------ | --------------------- |
| Јерун ван ден Богарт | Слалом     | 53,99 (42)   | 54,57 (29)   | 1:48,56      | 9,24         | 34 / 48 (102)         |
| Барт Молин           | Слалом     | Није завршио | Није завршио | Није завршио | Није завршио | Није завршио          |

## Боб
| Такмичарке                  | Дисциплина | Резултат     | Резултат     | Резултат     | Резултат     | Резултат | Резултат     |
| Такмичарке                  | Дисциплина | 1. вожња     | 2. вожња     | 3. вожња     | 4. вожња     | Укупно   | Пласман      |
| --------------------------- | ---------- | ------------ | ------------ | ------------ | ------------ | -------- | ------------ |
| Ева Вилемарк Елфје Вилемсен | Двосед     | 54,27 (1,08) | 54,40 (1,39) | 54,64 (1,79) | 54,17 (1,00) | 3:37,48  | 14 / 19 (21) |

## Уметничко клизање

### Жене
| Клизачица     | Дисциплина  | Кратки програм | Кратки програм | Слободни састав   | Слободни састав   | Укупно            | Укупно            |
| Клизачица     | Дисциплина  | Оцене          | Пласман        | Оцене             | Пласман           | Оцене             | Пласман           |
| ------------- | ----------- | -------------- | -------------- | ----------------- | ----------------- | ----------------- | ----------------- |
| Исабела Пиман | Појединачно | 46,10          | 25             | Није се пласирала | Није се пласирала | Није се пласирала | Није се пласирала |

### Мушкарци
| Клизач              | Дисциплина  | Кратки програм | Кратки програм | Слободни састав | Слободни састав | Укупно | Укупно       |
| Клизач              | Дисциплина  | Оцене          | Пласман        | Оцене           | Пласман         | Оцене  | Пласман      |
| ------------------- | ----------- | -------------- | -------------- | --------------- | --------------- | ------ | ------------ |
| Кевин ван дер Перен | Појединачно | 72,90          | 12             | 116,94          | 18              | 189,84 | 17 / 24 (30) |

## Брзо клизање на кратким стазама
| Такмичар     | Дисциплина   | Квалификације | Квалификације | Четвртфинале         | Четвртфинале         | Полуфинале           | Полуфинале           | Б финале             | Б финале             | Финале               | Финале               | Позиција             |
| Такмичар     | Дисциплина   | Време         | Позиција      | Време                | Позиција             | Време                | Позиција             | Време                | Позиција             | Време                | Позиција             | Позиција             |
| ------------ | ------------ | ------------- | ------------- | -------------------- | -------------------- | -------------------- | -------------------- | -------------------- | -------------------- | -------------------- | -------------------- | -------------------- |
| Питер Гајсел | 500 метара   | 42,443        | 2 гр.3        | 41,980               | 4. гр.4              | Није се квалификовао | Није се квалификовао | Није се квалификовао | Није се квалификовао | Није се квалификовао | Није се квалификовао | Није се квалификовао |
| Питер Гајсел | 1.000 метара | 1:25,613      | 3 гр.7        | Није се квалификовао | Није се квалификовао | Није се квалификовао | Није се квалификовао | Није се квалификовао | Није се квалификовао | Није се квалификовао | Није се квалификовао | Није се квалификовао |
| Питер Гајсел | 1.500 метара | 2:18,560      | 2 гр.5        |                      |                      | 2:16,249             | 4 гр. 2              | 2:18,773             | 3                    | Није се квалификовао | Није се квалификовао | 9 / 33 (36)          |